# فسفیت
فسفیت (به انگلیسی: Phosphite) با فرمول شیمیایی O۳P۳- یک ترکیب شیمیایی با شناسه پاب‌کم ۱۰۷۹۰۸ است. که g/mol آن 78.9720 g mol-۱ می‌باشد.